# Danh sách trò chơi điện tử đắt nhất
Sau đây là danh sách trò chơi điện tử đắt nhất từng được phát triển, với tổng chi phí tối thiểu là 50 triệu đô la Mỹ và được sắp xếp theo tổng chi phí đã điều chỉnh cho lạm phát. Hầu hết các công ty không tiết lộ ngân sách chính xác của trò chơi, vì vậy danh sách này không chỉ ra bất kỳ xu hướng nào của ngành công nghiệp trò chơi điện tử.

## Danh sách

### Số liệu chính thức
| Tên                                      | Năm  | Phát triển                                                | Phát hành                           | Hệ máy                                | Chi phí phát triển (triệu đô la Mỹ) | Chi phí tiếp thị (triệu đô la Mỹ) | Tổng chi phí (triệu đô la Mỹ) | Tổng chi phí với lạm phát năm 2019 (triệu đô la Mỹ) |
| ---------------------------------------- | ---- | --------------------------------------------------------- | ----------------------------------- | ------------------------------------- | ----------------------------------- | --------------------------------- | ----------------------------- | --------------------------------------------------- |
| Star Citizen                             | TBA  | Cloud Imperium Games                                      | Cloud Imperium Games                | Windows                               | 339+                                | 61+                               | 400+                          | 400+                                                |
| Cyberpunk 2077                           | 2020 | CD Projekt Red                                            | CD Projekt                          | Windows, PS4, Stadia, Xbox One        | 174                                 | 142                               | 316                           | 362                                                 |
| Call of Duty: Modern Warfare 2           | 2009 | Infinity Ward                                             | Activision                          | Windows, PS3, Xbox 360                | 40–50                               | 200                               | 250                           | 341                                                 |
| Final Fantasy VII                        | 1997 | Square                                                    | Square, Sony Computer Entertainment | PS1                                   | 40–45                               | 40–100                            | 80–145                        | 146–264                                             |
| Halo 2                                   | 2004 | Bungie                                                    | Microsoft Studios                   | Xbox                                  | 40                                  | 80                                | 120                           | 248                                                 |
| Destiny                                  | 2014 | Bungie                                                    | Activision                          | PS3, PS4, Xbox 360, Xbox One          | <140                                | <140                              | 140                           | 173                                                 |
| Shadow of the Tomb Raider                | 2018 | Eidos Montréal                                            | Square Enix                         | Windows, PS4, Xbox One                | 75–100                              | 35                                | 110–135                       | 128–157                                             |
| Dead Space 2                             | 2011 | Visceral Games                                            | Electronic Arts                     | Windows, PS3, Xbox 360                | 60                                  | 60                                | 120                           | 156                                                 |
| Grand Theft Auto IV                      | 2008 | Rockstar North                                            | Rockstar Games                      | PS3, Xbox 360                         |                                     |                                   | 100+                          | 136+                                                |
| Shenmue                                  | 1999 | Sega AM2                                                  | Sega                                | Dreamcast                             | 47                                  |                                   | 47–70                         | 83–123                                              |
| Battlefield 4                            | 2013 | EA DICE                                                   | Electronic Arts                     | Windows, PS3, Xbox 360                | 100                                 |                                   | 100                           | 126                                                 |
| Genshin Impact                           | 2020 | miHoYo                                                    | miHoYo                              | Android, iOS, Windows, PS4            |                                     |                                   | 100+                          | 100+                                                |
| The Witcher 3: Wild Hunt                 | 2015 | CD Projekt Red                                            | CD Projekt                          | Windows, PS4, Xbox One                |                                     |                                   | 81                            | 100                                                 |
| Rift                                     | 2011 | Trion Worlds                                              | Trion Worlds                        | Windows                               | 50+                                 | 10–20                             | 60–70+                        | 78–91+                                              |
| Watch Dogs                               | 2014 | Ubisoft Montreal                                          | Ubisoft                             | Windows, PS3, PS4, Xbox 360, Xbox One | 68+                                 |                                   | 68+                           | 84+                                                 |
| Tom Clancy's Ghost Recon: Future Soldier | 2012 | Ubisoft Paris, Red Storm Entertainment, Ubisoft Bucharest | Ubisoft                             | PS3, Xbox 360                         |                                     |                                   | 65                            | 83                                                  |
| Gran Turismo 5                           | 2010 | Polyphony Digital                                         | Sony Computer Entertainment         | PS3                                   | 60                                  |                                   | 60                            | 81                                                  |
| Gears of War 3                           | 2011 | Epic Games                                                | Microsoft Studios                   | Xbox 360                              | 48–60                               |                                   | 48–60                         | 62–78                                               |
| Gears of War: Judgment                   | 2013 | Epic Games, People Can Fly                                | Microsoft Studios                   | Xbox 360                              |                                     |                                   | 60                            | 75                                                  |
| Heavy Rain                               | 2010 | Quantic Dream                                             | Sony Computer Entertainment         | PS3                                   | 21.8                                | 30.4                              | 52.2                          | 701                                                 |
| Final Fantasy IX                         | 2000 | Square                                                    | Square                              | PS1                                   | 40                                  |                                   | 40+                           | 68+                                                 |
| E.T. the Extra-Terrestrial               | 1982 | Atari, Inc.                                               | Atari, Inc.                         | Atari 2600                            |                                     |                                   | 22                            | 67                                                  |
| Darksiders II                            | 2012 | Vigil Games                                               | THQ                                 | Windows, PS3, Xbox 360                |                                     |                                   | 50                            | 64                                                  |
| Half-Life 2                              | 2004 | Valve                                                     | Valve                               | Windows                               | 40                                  |                                   | 40                            | 62                                                  |

#### Trò chơi bị hủy
| Tên                             | Năm bị hủy | Phát triển       | Phát hành                              | Hệ máy                 | Chi phí phát triển (triệu đô la Mỹ) | Tổng chi phí với lạm phát năm 2019 (triệu đô la Mỹ) |
| ------------------------------- | ---------- | ---------------- | -------------------------------------- | ---------------------- | ----------------------------------- | --------------------------------------------------- |
| Halo MMO (Titan Project)        | 2007–2008  | Ensemble Studios | Microsoft Game Studios                 | Windows                | 90                                  | 122                                                 |
| Fable Legends                   | 2016       | Lionhead Studios | Microsoft Studios                      | Windows, Xbox One      | 75                                  | 91+                                                 |
| This Is Vegas                   | 2009–2010  | Surreal Software | Warner Bros. Interactive Entertainment | Windows, PS3, Xbox 360 | 40–50                               | 54–67                                               |
| Volt (tựa game đang phát triển) | 2021       | Hangar 13        | 2K                                     | Không biết             | 53                                  | 53                                                  |

### Số liệu không chính thức

#### Ước tính của nhà phân tích
| Tên                   | Năm  | Phát triển       | Phát hành      | Hệ máy ban đầu                 | Phân tích       | Firm               | Chi phí phát triển (triệu đô la Mỹ) | Chi phí tiếp thị (triệu đô la Mỹ) | Tổng chi phí (triệu đô la Mỹ) | Tổng chi phí với lạm phát năm 2019 (triệu đô la Mỹ) | Tk.    |
| --------------------- | ---- | ---------------- | -------------- | ------------------------------ | --------------- | ------------------ | ----------------------------------- | --------------------------------- | ----------------------------- | --------------------------------------------------- | ------ |
| Grand Theft Auto V    | 2013 | Rockstar North   | Rockstar Games | PS3, Xbox 360                  | Arvind Bhatia   | Sterne Agee        | 137.5                               | 69–109.3                          | 206.5–246.8                   | 2594–3101                                           | [ 34 ] |
| Marvel's Avengers     | 2020 | Crystal Dynamics | Square Enix    | Windows, PS4, Stadia, Xbox One | David Gibson    | Astris Advisory    |                                     |                                   | 170+                          | 195+                                                | [ 35 ] |
| Red Dead Redemption 2 | 2018 | Rockstar Studios | Rockstar Games | PS4, Xbox One                  | Michael Pachter | Wedbush Securities | 170                                 |                                   | 170                           | 198                                                 | [ 36 ] |
| Max Payne 3           | 2012 | Rockstar Studios | Rockstar Games | PS3, Xbox 360                  | Arvind Bhatia   | Sterne Agee        | 105                                 |                                   | 105                           | 134                                                 | [ 37 ] |
| Tomb Raider           | 2013 | Crystal Dynamics | Square Enix    | Windows, PS3, Xbox 360         | Billy Pidgeon   | —                  |                                     |                                   | 100                           | 126                                                 | [ 38 ] |

#### Ước tính báo chí
Các ngân sách sau đây do các cơ quan báo chí ước tính mà không nêu tên bất kỳ nhà phân tích hoặc công ty cụ thể nào.
| Tên                         | Năm  | Phát triển                       | Phát hành                                                     | Hệ máy ban đầu                                                     | Báo chí                 | Chi phí phát triển (triệu đô la Mỹ) | Chi phí tiếp thị (triệu đô la Mỹ) | Tổng chi phí (triệu đô la Mỹ) | Tổng chi phí với lạm phát năm 2019 (triệu đô la Mỹ) | Tk.    |
| --------------------------- | ---- | -------------------------------- | ------------------------------------------------------------- | ------------------------------------------------------------------ | ----------------------- | ----------------------------------- | --------------------------------- | ----------------------------- | --------------------------------------------------- | ------ |
| Red Dead Redemption 2       | 2018 | Rockstar Studios                 | Rockstar Games                                                | PS4, Xbox One                                                      | VentureBeat             |                                     | 200–300                           | 200–300                       | 233–350                                             | [ 36 ] |
| Grand Theft Auto V          | 2013 | Rockstar North                   | Rockstar Games                                                | PS3, Xbox 360                                                      | The Scotsman            |                                     |                                   | 265                           | 333                                                 | [ 39 ] |
| Star Wars: The Old Republic | 2011 | BioWare                          | Electronic Arts, LucasArts                                    | Windows                                                            | Los Angeles Times       | 200+                                |                                   |                               | 260+                                                | [ 40 ] |
| Too Human                   | 2008 | Silicon Knights                  | Microsoft Game Studios                                        | Xbox 360                                                           | USgamer                 |                                     |                                   | 60–100                        | 82–136                                              | [ 41 ] |
| Red Dead Redemption         | 2010 | Rockstar San Diego               | Rockstar Games                                                | PS3, Xbox 360                                                      | The New York Times      |                                     |                                   | 80–100                        | 107–134                                             | [ 42 ] |
| APB: All Points Bulletin    | 2010 | Realtime Worlds                  | Electronic Arts, Realtime Worlds                              | Windows                                                            | The Guardian            |                                     |                                   | 100                           | 134                                                 | [ 43 ] |
| Disney Infinity             | 2013 | Avalanche Software, Altron (3DS) | Disney Interactive Studios                                    | 3DS, PS3, Wii, Wii U, Xbox 360                                     | Los Angeles Times       |                                     |                                   | 100+                          | 126+                                                | [ 44 ] |
| Deadpool                    | 2013 | High Moon Studios                | Activision                                                    | Windows, PS3, Xbox 360                                             | GameSpot                |                                     |                                   | 100                           | 126                                                 | [ 45 ] |
| Mass Effect: Andromeda      | 2017 | BioWare                          | Electronic Arts                                               | Windows, PS4, Xbox One                                             | Edmonton Journal        |                                     |                                   | 100                           | 119                                                 | [ 46 ] |
| Defiance                    | 2013 | Trion Worlds, Human Head Studios | Trion Worlds                                                  | Windows, PS3, Xbox 360                                             | Forbes                  | 80                                  |                                   | 80                            | 101                                                 | [ 47 ] |
| Mortal Kombat II            | 1994 | Probe Entertainment              | Acclaim Entertainment                                         | Game Gear, Sega Genesis, SNES                                      | San Francisco Chronicle |                                     |                                   | 50                            | 99                                                  | [ 48 ] |
| Sonic & Knuckles            | 1994 | Sega                             | Sega                                                          | Sega Genesis                                                       | Los Angeles Times       |                                     | 45                                | 45                            | 89                                                  | [ 49 ] |
| DC Universe Online          | 2011 | Daybreak Game Company            | Daybreak Game Company, Warner Bros. Interactive Entertainment | Windows, PS3                                                       | Los Angeles Times       | 50                                  |                                   | 50                            | 65                                                  | [ 50 ] |
| L.A. Noire                  | 2011 | Team Bondi                       | Rockstar Games                                                | PS3, Xbox 360                                                      | BBC                     | 50                                  |                                   | 50                            | 65                                                  | [ 51 ] |
| Super Mario Bros. 3         | 1988 | Nintendo EAD                     | Nintendo                                                      | NES                                                                | The Seattle Times       | 0.8                                 |                                   | 25.8+                         | 638+                                                | [ 52 ] |
| Super Mario Bros. 3         | 1988 | Nintendo EAD                     | Nintendo                                                      | NES                                                                | The Indianapolis Star   |                                     | 25+                               | 25.8+                         | 638+                                                | [ 53 ] |
| Final Fantasy X             | 2001 | Square                           | Square                                                        | PS2                                                                | Yomiuri Shimbun         | 32.3                                |                                   | 32.3+                         | 567+                                                | [ 54 ] |
| Call of Duty: Black Ops     | 2010 | Treyarch                         | Activision                                                    | Microsoft Windows, Nintendo DS, PlayStation 3, Wii, Xbox 360, OS X | Los Angeles Times       |                                     |                                   | 50+                           | 67                                                  | [ 55 ] |
| Pokémon Gold and Silver     | 2000 | Game Freak                       | Nintendo                                                      | Game Boy Color                                                     | Bloomberg News          |                                     | 50                                | 50                            | 85                                                  | [ 56 ] |